# Vanhouttea brueggeri
Vanhouttea brueggeri är en tvåhjärtbladig växtart som beskrevs av Chautems. Vanhouttea brueggeri ingår i släktet Vanhouttea och familjen Gesneriaceae. Inga underarter finns listade i Catalogue of Life.